# Eleonora Akwitańska
Eleonora Akwitańska (fr. Aliénor d'Aquitaine) (ur. ok. 1122, zm. 1 kwietnia 1204 w Fontevraud) – królowa Francji i Anglii. Brała udział w drugiej krucjacie. Była jedną z najmożniejszych i najbardziej wpływowych kobiet Europy w średniowieczu, jedyną kobietą, która była zarówno królową Francji, jak i królową Anglii.

## Wczesne lata życia
Najstarsza z trojga dzieci, jej ojcem był Wilhelm X Święty (Guillaume), a matką Aénor (Eleonora) de Châtellerault (zm. 1130) (Ænor de Châtelleraul), córka Aimery'ego, wicehrabiego Châtellerault. Małżeństwo rodziców Eleonory zostało zaaranżowane przez ojca Wilhelma X, którym był Wilhelm IX Trubadur i przez matkę Aénor, zwaną La Dangerosa (wł. niebezpieczna), która była przy tym kochanką Wilhelma IX. W języku okcytańskim (langue d'oc, lenga d'òc), imię Eleonora = Eléanor, pochodzi od Aliénor, co znaczy inna Aenor. Eleonora Akwitańska została tak nazwana po swojej matce.
Eleonora wychowywała się na najbardziej kulturalnym dworze Europy. Ojciec zadbał o edukację córki: Eleonora potrafiła czytać, znała łacinę, była wykształcona muzycznie i literacko. Księżniczka uwielbiała jazdę konną i polowania. Była towarzyska a jednocześnie uparta. Była dziewczyną wielkiej urody. Najprawdopodobniej miała rude włosy i brązowe oczy, podobnie jak jej ojciec i dziadek. Kiedy jej brat, Wilhelm Aigret, zmarł w wieku 4 lat, Eleonora została dziedziczką Akwitanii i siedmiu innych hrabstw. Oprócz brata miała jeszcze siostrę Petronelę.

## Księżna Akwitanii

### Małżeństwo z Ludwikiem VII
Wiosną 1137 r. książę Wilhelm X zamierzał wyruszyć na pielgrzymkę do Santiago de Compostela. Wraz z córkami przybył do Bordeaux, gdzie powierzył dziewczynki pieczy tamtejszego arcybiskupa, jednego z najwierniejszych książęcych wasali. Następnie książę wyruszył na pielgrzymkę. Podczas niej zmarł nagle, nie bez podejrzeń o otrucie, 9 kwietnia 1137 r. (w Wielki Piątek), a wobec tego 15-letnia Eleonora została księżną Akwitanii.
Eleonora była najlepszą partią Europy i istniało ryzyko, że potencjalni kandydaci do jej ręki spróbują porwać dziewczynę. Wilhelm, chcąc temu zapobiec, wyznaczył protektorem Akwitanii i samej Eleonory króla Francji, Ludwika VI Grubego, który miał także znaleźć godnego męża dla Eleonory. Wilhelm kazał przysiąc swojemu otoczeniu, że zachowają jego postanowienia w tajemnicy, dopóki nie zostanie o nich powiadomiony Ludwik VI. Gońcy natychmiast wyruszyli do Bordeaux, gdzie przekazali wieści arcybiskupowi, a dalej do Paryża, powiadomić króla o decyzjach akwitańskiego księcia.
Król Ludwik również był ciężko chory (cierpiał na dyzenterię), ale wiadomość o powierzeniu mu pieczy nad najbogatszą francuską prowincją wielce go ucieszyła. Działając jako opiekun Akwitanii i jej małoletniej władczyni Ludwik ogłosił, że księżniczka poślubi jego syna i dziedzica, niewiele od niej starszego Ludwika. Główny doradca królewski, opat Suger, spisał umowę ślubną i Ludwik ruszył do Bordeaux w asyście 500 rycerzy (w tym Sugera, hrabiego Tybalda z Szampanii i hrabiego Raoula z Vermandois).
Ludwik przybył do Bordeaux 11 lipca 1137 r. i następnego dnia arcybiskup Godfryd de Laroux udzielił Eleonorze i Ludwikowi ślubu w miejscowej katedrze św. Andrzeja. Na wspaniałą ceremonię przybyły setki ludzi. Był jednak pewien haczyk – Akwitania miała pozostać niezależna od korony francuskiej, a do połączenia Akwitanii i Francji mogło dojść dopiero w następnym pokoleniu, za sprawą potencjalnego syna Ludwika i Eleonory. Z okazji ślubu Eleonora podarowała mężowi kryształową wazę, która jest przechowywana w Luwrze.
Niedługo po ślubie zmarł król Ludwik VI i mąż Eleonory został królem Ludwikiem VII. Eleonora wybrała się z mężem do Paryża. Jej orszak był tak bogato przystrojony, że zgorszył czołowych przedstawicieli francuskiego duchowieństwa (np. opata Sugera i Bernarda z Clairvaux). Zakochany w swojej młodej i pięknej żonie król przymykał oczy na jej rozrzutność i ekstrawagancję.
Ludwik był bardzo pobożny, ale wkrótce doszło do konfliktu z papieżem Innocentym II na tle sporu o obsadę biskupstwa w Bourges. W 1141 r. zmarł biskup i Ludwik mianował na jego miejsce jednego ze swych kanclerzy, Carduca. Papież wysunął natomiast swojego kandydata, Pierre’a de la Charte, który to wybór potwierdziła kapituła. Ludwik zamknął jednak bramy Bourges przed nowym biskupem. Papież, któremu podobne postępowanie przypomniało działania Wilhelma X Akwitańskiego, gdy ten wygnał ze swych ziem stronników Innocentego, nazwał Ludwika dzieckiem, które trzeba nauczyć dobrych manier. W odpowiedzi król zaprzysiągł na relikwie, że póki żyje nie wpuści Pierre’a do miasta. Papież ekskomunikował więc króla i nałożył interdykt na królestwo. Pierre de la Charte uciekł na dwór hrabiego Szampanii, Tybalda.
Wojna Ludwika z hrabią Szampanii trwała dwa lata (1142–1144). Podczas niej Ludwik zaatakował miasto Vitry i puścił je z dymem. Mieszkańcy miasta, którzy w liczbie 1300 szukali schronienia w kościele, zginęli w płomieniach. Wstrząśnięty tym Ludwik zawarł pokój z hrabią Tybaldem. Hrabia miał wyjednać u papieża cofnięcie interdyktu na szwagierkę króla Petronelę, żonę Raoula z Vermandois, który – aby się z nią ożenić – oddalił swoją pierwszą żonę, siostrzenicę hrabiego Tybalda. W czerwcu 1144 r. Ludwik i Eleonora odwiedzili nowo wybudowaną katedrę Saint-Denis. Królowa spotkała się tam z Bernardem z Clairvaux. Królowa narzekała na swoją bezpłodność, na co Bernard poradził jej, aby przekonała Ludwika do pogodzenia się z Kościołem. W ciągu kilku tygodni doszło do porozumienia. Tybald odzyskał utracone wcześniej prowincje, a Pierre de la Charte objął swoje biskupie stanowisko. A w 1145 r. Eleonora urodziła swoją pierwszą córkę, Marię.
Ludwik jednakże wciąż miał wyrzuty sumienia z powodu ofiar w Vitry. Chcąc odkupić grzechy złożył ślub, że wyruszy na pielgrzymkę do Ziemi Świętej. Jesienią 1145 r. papież Eugeniusz III ogłosił wyprawę krzyżową, aby wspomóc słabnące frankijskie królestwa w Ziemi Zamorskiej. W dzień Bożego Narodzenia 1145 r. Ludwik złożył śluby krucjatowe.

### Wyprawa krzyżowa i rozwód
Krucjata nie przebiegała jednak po myśli Ludwika, który okazał się marnym wodzem. Wraz z żoną przez 3 tygodnie przebywał w Konstantynopolu. Historyk Niketas Choniates, pisząc o tej wizycie, porównał Eleonorę do Pentezylei, legendarnej królowej Amazonek, i obdarzył ją przydomkiem „Złotostopa” (chrysopous) od złota, którym obszyta była jej suknia. Eleonora z mężem zatrzymali się w pałacu Philipation, tuż za murami miasta. Po 3-tygodniowym pobycie ruszyli przez Azję Mniejszą, gdzie armia krzyżowców została zdziesiątkowana przez muzułmanów. Ludwik w końcu porzucił własne wojska i wraz z żoną udał się do Antiochii na dwór jej stryja, księcia Rajmunda z Poitiers. Tam pojawiły się pogłoski o romansie królowej ze stryjem.
Jeszcze przed krucjatą Ludwik i Eleonora oddalili się od siebie. Kiedy król zobaczył jak jego żona okazuje względy księciu Antiochii uznał, że Eleonora go zdradza. Ogłosił więc swoją wolę, ażeby ruszyć z pielgrzymką do Jerozolimy. Kiedy Eleonora oświadczyła, że zostaje w Antiochii, Ludwik zabrał ją siłą. Krucjata zakończyła się fiaskiem. Krzyżowcy zaatakowali Damaszek, ale w wyniku sporów wśród dowódców armia wycofała się bez żadnych sukcesów. Ludwik i Eleonora wyruszyli w drogę powrotną do Francji. Podróżowali na osobnych statkach. Burza rozdzieliła okręty i statek Eleonory znalazł się aż u wybrzeży Afryki. Dwa miesiące później Eleonora przypłynęła do Palermo, gdzie dowiedziała się, że wraz z mężem zostali uznani za zmarłych. Kiedy Ludwik przybył do Palermo kilka miesięcy później, małżonkowie udali się do papieża Eugeniusza w nadziei, że udzieli im rozwodu.
Papież rozczarował jednak Ludwika i Eleonorę, odmawiając unieważnienia małżeństwa. Przymusił nawet małżonków, aby spali w jednym łożu. Spory między małżonkami nie wygasły, więc 11 marca 1152 r. Ludwik i Eleonora spotkali się na zamku w Beaugency, gdzie mieli rozwiązać swoje małżeństwo. Ludwik uczynił to mimo protestów Sugera, który argumentował, że Francja utraci w ten sposób Akwitanię. 21 marca czterech arcybiskupów (Reims, Sens, Bordeaux i Rouen) za aprobatą papieża Eugeniusza uznało małżeństwo nieważnym na skutek zbyt bliskiego pokrewieństwa między małżonkami. Opiekę nad dwiema córkami (Marią i Alicją) powierzono Ludwikowi. Akwitania i przynależne jej hrabstwa miały zostać zwrócone Eleonorze.

### Małżeństwo z Henrykiem II
Wkrótce dwaj możni panowie, Tybald z Blois i Godfryd z Nantes, próbowali porwać Eleonorę i zmusić ją do ślubu. Eleonora tymczasem, ledwie przybyła do Poitiers, wysłała gońców do hrabiego Andegawenii, Henryka, z propozycją małżeństwa. Walczący o angielską koronę Henryk nie pogardził włościami Eleonory i 18 maja 1152 r., 6 tygodni po rozwodzie Ludwika i Eleonory, pojął księżnę akwitańską za żonę. Henryk nie był wierny żonie. W tym samym roku, w którym urodził się ich pierwszy syn Wilhelm, urodził się również nieślubny syn Henryka, Godfryd. Królowa godziła się na postępowanie męża, a nawet wychowywała Godfryda na swoim dworze.
Okres między ślubem z Henrykiem a narodzinami najmłodszego dziecka (księcia Jana w 1167 r.) był bardzo burzliwy. W 1154 r. Henryk został królem Anglii Jako książę Akwitanii iure uxoris oraz suo iure hrabia Andegawenii, Maine i książę Normandii stał się potężniejszy od swojego nominalnego suwerena, którym był nie kto inny jak Ludwik VII. Ten, będąc świadom swej militarnej słabości, szkodził Henrykowi jak tylko mógł - jego namowy rodziły antyandegaweńskie koalicje, buntowali się wasale Henryka. Tymczasem apetyty tego ostatniego wcale nie malały. W imieniu żony zażądał nawet hrabstwa Tuluzy, jednak bezskutecznie. Nie wiadomo jaki był udział Eleonory w wydarzeniach tego okresu. Można uznać, że tworzyli z Henrykiem zgodne małżeństwo. Jednak po narodzinach księcia Jana Henryk oficjalnie związał się z Rosamundą Clifford, zwaną „Piękną Rosamundą”. Od tej pory zaczęło się źle dziać w małżeństwie Eleonory.
W roku 1167 odbył się ślub córki Eleonory Matyldy z Henrykiem Lwem, księciem saskim i bawarskim. Wkrótce po wyjeździe córki do Niemiec (wrzesień) Eleonora przewiozła swój majątek ruchomy z Anglii do Argentan. Boże Narodzenie tego roku rodzina królewska spędzała w Rouen. Tam doszło do zerwania. Niedługo po świętach, bez sprzeciwu męża, Eleonora wyjechała do Poitiers. Henryk dał jej nawet eskortę, gdyż jej droga wiodła przez ziemie zbuntowanej rodziny Lusignanów. Przydzielił jej także swojego rycerza, Patryka, hrabiego Salisbury. Kiedy Patryk zginął w zasadzce, Eleonora rozpoczęła osobiste rządy w Akwitanii. Dwór akwitański pod rządami Eleonory przeżywał swój renesans. Kwitła poezja i muzyka, narodziło się pojęcie miłości dworskiej. Wszystko to działo się z dala od poczynań jej męża.
Małżeństwo z Henrykiem było burzliwe, ale sama Eleonora powiedziała o nim: Moje małżeństwo z Henrykiem było szczęśliwsze niż z Ludwikiem. Henryk i Eleonora pozostali w przyjaznych relacjach, które popsuły się dopiero w nadchodzących latach, kiedy dorośli synowie Henryka i Eleonory, zawiedzeni brakiem realnej władzy, zaczęli buntować się przeciw ojcu.

### Bunt i uwięzienie
W marcu 1173 r. zawiedziony brakiem realnej władzy i podburzany przez przeciwników ojca Henryk Młody Król (drugi syn Eleonory) rozpoczął otwartą rebelię. Wkrótce potem uciekł do Paryża. Tam, jak pisze kronikarz, młodszy Henryk, który działał na szkodę swojego ojca, podburzany przez francuskiego króla ruszył do Akwitanii, gdzie jego dwaj młodsi bracia, Ryszard (na rzecz którego w 1172 r. Eleonora zrezygnowała z rządów w Akwitanii, a który był jej ulubionym synem) i Godfryd, żyli razem z matką, która swoimi namowami skłoniła ich do przyłączenia się do buntu. Królowa wysłała Ryszarda i Godfryda do Francji. Kiedy synowie przybyli do Paryża Eleonora nakłoniła do buntu swoich akwitańskich wasali. W kwietniu Eleonora opuściła Poitiers i udała się do Paryża, ale została aresztowana po drodze i odesłana do Rouen. Henryk II nie ogłosił publicznie aresztowania żony. Co działo się z nią przez najbliższy rok nie jest jasne. 8 lipca 1174 r., Henryk zabrał Eleonorę na statek odpływający z Barfleur. Po przybyciu do Southampton Eleonora została przewieziona do zamku Winchester lub Sarum i tam uwięziona.

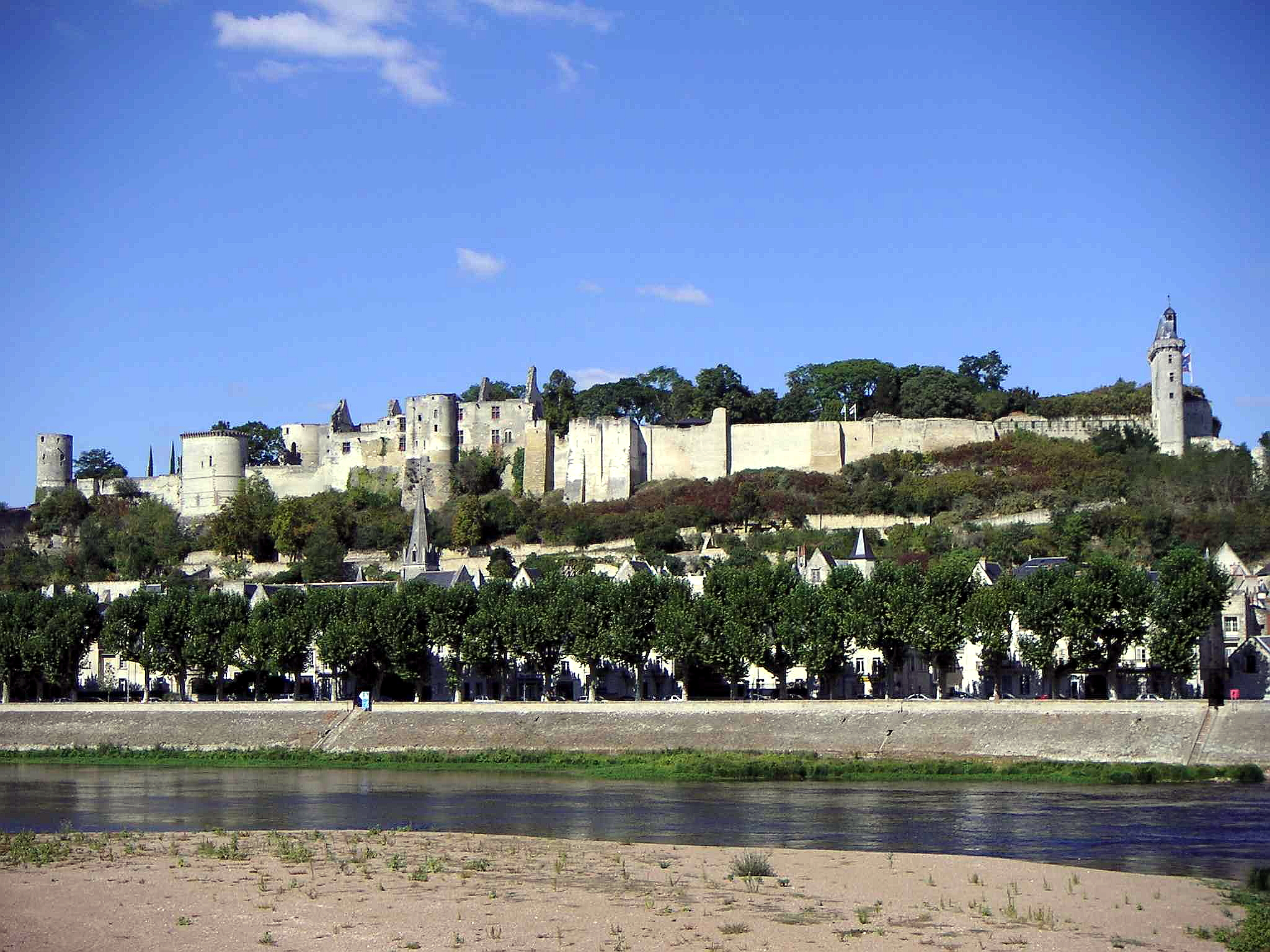
Zamek w Chinon

Eleonora była więziona przez następne 15 lat i przenoszona z miejsca na miejsce, aby uniemożliwić próby jej odbicia. Zakazano jej kontaktów z dziećmi, nawet wówczas, gdy była wypuszczana na specjalne okazje, takie jak Boże Narodzenie. Niedaleko Shrewsbury i Haughmond Abbey znajduje się Queen Eleanor's Bower, pozostałości po trójkątnym zamku, który najprawdopodobniej był jednym z więzień Eleonory Akwitańskiej. Inne znane nam miejsca jej uwięzienia to: Wieża Tour du Moulin, na zamku w Chinon, we Francji oraz Old Sarum w Anglii.
Po śmierci Pięknej Rosamundy Henryk pogodził się z Eleonorą. W 1183 r. przewiózł żonę do Normandii, gdzie pozostała ona przez 6 miesięcy. W 1184 r. wróciła do Anglii. Miała już znacznie więcej swobody niż poprzednio, ale wciąż pozostawała pod ścisłym nadzorem. Zaczęła nawet uczestniczyć w rządzeniu państwem.

## Regentka Anglii
Po śmierci Henryka (6 lipca 1189 r.) Ryszard został królem Anglii. Jedną z jego pierwszych królewskich decyzji był rozkaz (przewieziony przez Marshala) dotyczący uwolnienia matki, choć jej strażnicy uwolnili ją już wcześniej na jej polecenie. Eleonora przybyła do Winchesteru, gdzie odebrała przysięgę na wierność od panów królestwa w imieniu swojego syna. Do czasu jego przybycia rządziła Anglią i używała tytułu Eleonora, z bożej łaski królowa Anglii. 13 sierpnia 1189 r. Ryszard przybył do Portsmouth, gdzie został entuzjastycznie przywitany. Kiedy Ryszard wyruszył na III krucjatę Eleonora rządziła w jego imieniu. Negocjowała również warunki jego uwolnienia, kiedy znajdował się w niewoli cesarza Henryka VI.

## Ostatnie lata
Eleonora przeżyła swojego ulubionego syna i była świadkiem objęcia tronu przez swojego najmłodszego syna, Jana bez Ziemi, w 1199 r.
Wkrótce po objęciu tronu Jan porozumiał się z Filipem II. Pokój między królestwami miało umocnić małżeństwo syna Filipa, Ludwika, z jedną z siostrzenic Jana, córką Eleonory i króla Kastylii Alfonsa VIII. 77-letnia Eleonora została wysłana na dwór kastylijski celem dokonania wyboru kandydatki na królową Francji. Jednak wkrótce po opuszczeniu Poitiers Eleonora wpadła w zasadzkę urządzoną przez Hugona IX de Lusignan. Eleonora zgodziła się na wszystkie jego żądania i odzyskała wolność. Pod koniec stycznia 1200 r. przybyła na dwór Alfonsa VIII.

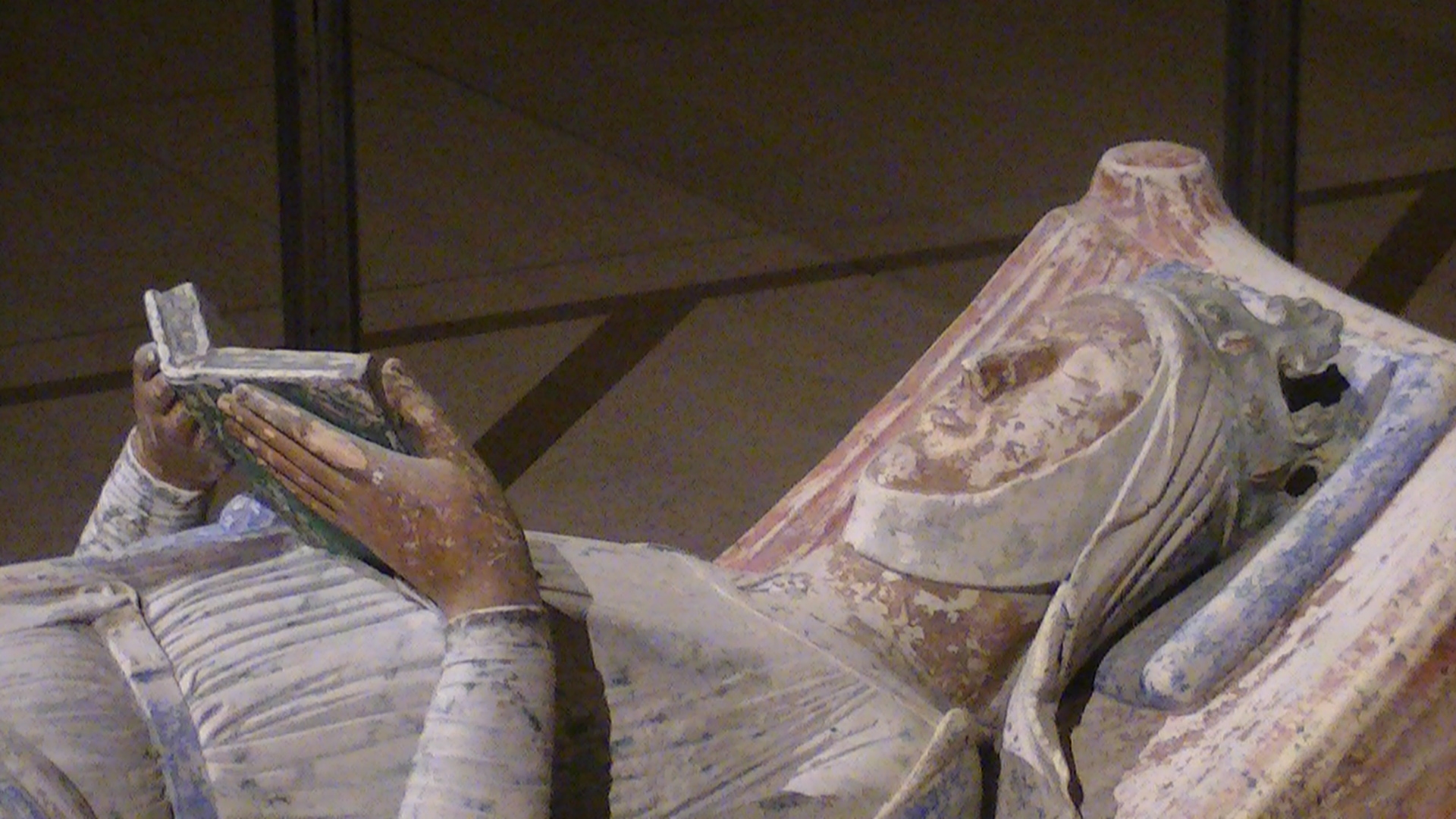
Nagrobek Eleonory Akwitańskiej

Alfons VIII i Eleonora mieli jeszcze dwie niezamężne córki – Urrakę i Blankę. Wybór starej królowej padł na drugą z nich. Po dwumiesięcznym pobycie na kastylijskim dworze Eleonora i jej wnuczka wyruszyły w drogę powrotną. Wielkanoc spędziły w Bordeaux. Tam do królowej przybył słynny najemnik Mercadier, który zaoferował jej swoją eskortę. Kilka dni później został zamordowany przez swojego rywala, Brandina. Zdenerwowana królowa ruszyła z wnuczką drogą przez dolinę Loary, ale wycieńczona Eleonora zrezygnowała z dalszej podróży powierzając pieczę nad Blanką arcybiskupowi Bordeaux. Eleonora powróciła do Fontevrault. Latem zachorowała. Odwiedził ją wówczas król Jan.
Na początku 1201 r. Eleonora ponownie poczuła się źle. Kiedy wybuchła wojna między Janem a Filipem, Eleonora ogłosiła swoje poparcie dla Jana. Wystąpiła przeciwko jego konkurentowi, a swojemu wnukowi, Arturowi, który obległ babkę w Mirabeau. Na wieść o tym Jan ruszył na południe, uwolnił miasto od oblężenia i pojmał Artura. Eleonora wróciła do Fontevrault, gdzie przywdziała habit zakonnicy.
Eleonora zmarła w 1204 r. i została pochowana w opactwie Fontevraud obok swojego męża Henryka i syna Ryszarda. Na grobowcu znajduje się jej naturalnej wielkości posąg ukazujący ją czytającą otwartą księgę – była bowiem patronką takich znanych poetów jak: Wace, Benoît de Sainte-More i Chrétien de Troyes.

## Rodzina
12 lipca 1137 r. w Bordeaux Eleonora poślubiła Ludwika VII Młodego (ur. 1120, zm. 18 września 1180), syna króla Francji Ludwika VI Grubego i Adelajdy z Maurienne, córki Humberta II Grubego, hrabiego Sabaudii. Małżeństwo to zakończyło się rozwodem 21 marca 1152 r. Ludwik i Eleonora mieli razem dwie córki:
- Maria (ur. 1145, zm. 11 marca 1198), żona Henryka I, hrabiego Szampanii
- Alicja (ur. latem 1151, zm. 1197/1198), żona Tybalda V Dobrego, hrabiego Blois

18 maja 1152 r. poślubiła Henryka II Plantageneta (ur. 5 marca 1133, zm. 6 lipca 1189), późniejszego króla Anglii, syna hrabiego Andegawenii Godfryda V i Matyldy, córki króla Anglii Henryka I Beauclerca. Henryk i Eleonora mieli razem pięciu synów i trzy córki:
- Wilhelm (ur. 17 sierpnia 1153, zm. 1156), hrabia Poitiers
- Henryk Młody Król (ur. 28 lutego 1155, zm. 11 czerwca 1183)
- Matylda (ur. 1156, zm. 13 lipca 1189), poślubiła Henryka Lwa – księcia saskiego, była matką Ottona IV z Brunszwiku – cesarza Niemiec,
- Ryszard I Lwie Serce (ur. 8 września 1157, zm. 6 kwietnia 1199), król Anglii
- Gotfryd (ur. 23 września 1158, zm. 19 sierpnia 1186)
- Eleonora (ur. 13 października 1162, zm. 31 października 1214), poślubiła Alfonsa VIII Szlachetnego, króla Kastylii
- Joanna (ur. październik 1165, zm. 4 września 1199), poślubiła najpierw Wilhelma II Sycylijskiego, a później Rajmunda VI z Tuluzy,
- Jan bez Ziemi (ur. 24 grudnia 1167, zm. 19 października 1216), król Anglii

Jej dwaj prawnukowie: Ludwik IX Święty, król Francji i Ferdynand III Święty, król Kastylii, a także jej wnuczka Blanka Kastylijska, królowa Francji, zostali kanonizowani.

## W kulturze popularnej
Eleonora jest jedną z głównych postaci w sztuce Jamesa Goldmana Lew w zimie. Jej postać pojawia się również w obu ekranizacjach tej sztuki. W wersji w 1968 r. w reżyserii Anthony’ego Harveya rolę Eleonory zagrała Katharine Hepburn (która za tę rolę otrzymała Oscara w kategorii pierwszoplanowa rola żeńska). W wersji z 2003 r. w reżyserii Andrieja Konczałowskiego w postać Eleonory wcieliła się Glenn Close.
Eleanora jest jedną z grywalnych postaci w grze Civilization VI (zarówno jako królowa Anglii jak i Francji).
Eleanora jest również bohaterką kilku książek:
- Pieśń Królowej Elizabeth Chadwick (powieść w całości poświęcona życiu Eleonory Akwitańskiej)
- A Proud Taste for Scarlet and Miniver, książka dla dzieci autorstwa E.L. Konigsburga
- When Christ and His Saints Slept, Time and Chance, The Devil's Brood Sharon Kay Penman
- The Book of Eleanor Pameli Kaufman
- Beloved Enemy Ellen Jones
- Eleanor: Crown Jewel of Aquitaine Kristiany Gregory
- Duchess of Aquitaine Margaret Ball
- Życie i śmierć króla Jana Williama Shakespeare’a
- Noce Królowej Mireille Calmel
- Wyspa kobiet Lauren Groff[1][czy to znacząca postać?]
- Akwitania Eva García Sáenz de Urturi, 2021[2]